# Polygone de Koura
Pour les articles homonymes, voir Koura.
Le polygone de Koura (en russe : Ракетный полигон Кура́), connu à l'origine sous le nom de Kama, est une zone d'impact des missiles balistiques intercontinentaux russes située à l'est du kraï du Kamtchatka dans l'Extrême-orient russe. Il est la zone-cible des missiles balistiques tirés depuis d'autres centres de tirs ou depuis des sous-marins et a été choisi en raison de sa distance et de son isolement. Il est situé à 130 km au nord-ouest de la ville de Klioutchi et du village militaire de Klioutchi-1. Les coordonnées du centre du polygone sont 57° 20′ N, 161° 50′ E,.

## Histoire
Le site est développé à partir de 1955, il est opérationnel en 1957,.
Bien que le polygone soit un site d'essai pour les missiles balistiques intercontinentaux, qui sont placés sous les responsabilités des forces des fusées stratégiques de la fédération de Russie, le site est rattaché administrativement au cosmodrome de Plessetsk et est géré par les forces de défense aérospatiale russes,.
Il est toujours en service. Le 30 octobre 2013, la Russie conduit un exercice de grande ampleur pour vérifier la préparation et la réactivité de ses forces stratégiques. Les forces des fusées stratégiques procèdent au tir de deux missiles balistiques intercontinentaux - un missile Topol est tiré depuis le site de Plessetsk et un missile R-36M2 (RS-10V/SS-18) depuis un silo à Dombarovski. Les deux missiles atteignent leur cible à l'intérieur du polygone de Koura. L'impact précédent avait été enregistré à 10 h 15 (6 h 15 GMT) le mercredi 23 mai 2012 lorsqu'un missile (de nature inconnue) destiné à perforer le bouclier anti-missile américain fut testé. Le missile est tiré depuis un lanceur mobile depuis Plessetsk. L'ogive avait atteint cette fois aussi sa cible à l'intérieur du polygone de Koura. Un missile R-30 Boulava, lancé depuis le sous-marin TK-208 Dimitri Donskoï, atteint sa cible à Koura en octobre 2010. Des tirs d'essai de missiles R-29RMU Sineva et RT-2PM2 Topol-M sont également testés fréquemment sur le site.
Le mercredi 29 octobre 2014 à 20 h 27 MSK (17 h 27 UTC), le sous-marin nucléaire K-535 Iouri Dolgorouki du Projet 955 (classe Boreï) tire avec succès son cinquième missile Boulava en plongée, celui-ci atteint le polygone de Koura.
Les États-Unis maintiennent une présence permanente à la Eareckson Air Station (anciennement Shemya Air Force Base), dans les Aléoutiennes, à seulement 935 km de distance, équipée de radars et d'avions pour surveiller les impacts à Koura. Un de ces radars, le Cobra Dane, est installé en 1977 à Shemya spécifiquement à cette fin.